# Myiopharus doryphorae
Myiopharus doryphorae är en tvåvingeart som först beskrevs av Riley 1869.  Myiopharus doryphorae ingår i släktet Myiopharus och familjen parasitflugor. Inga underarter finns listade i Catalogue of Life.